# Sebastian Hofmüller (Sänger)

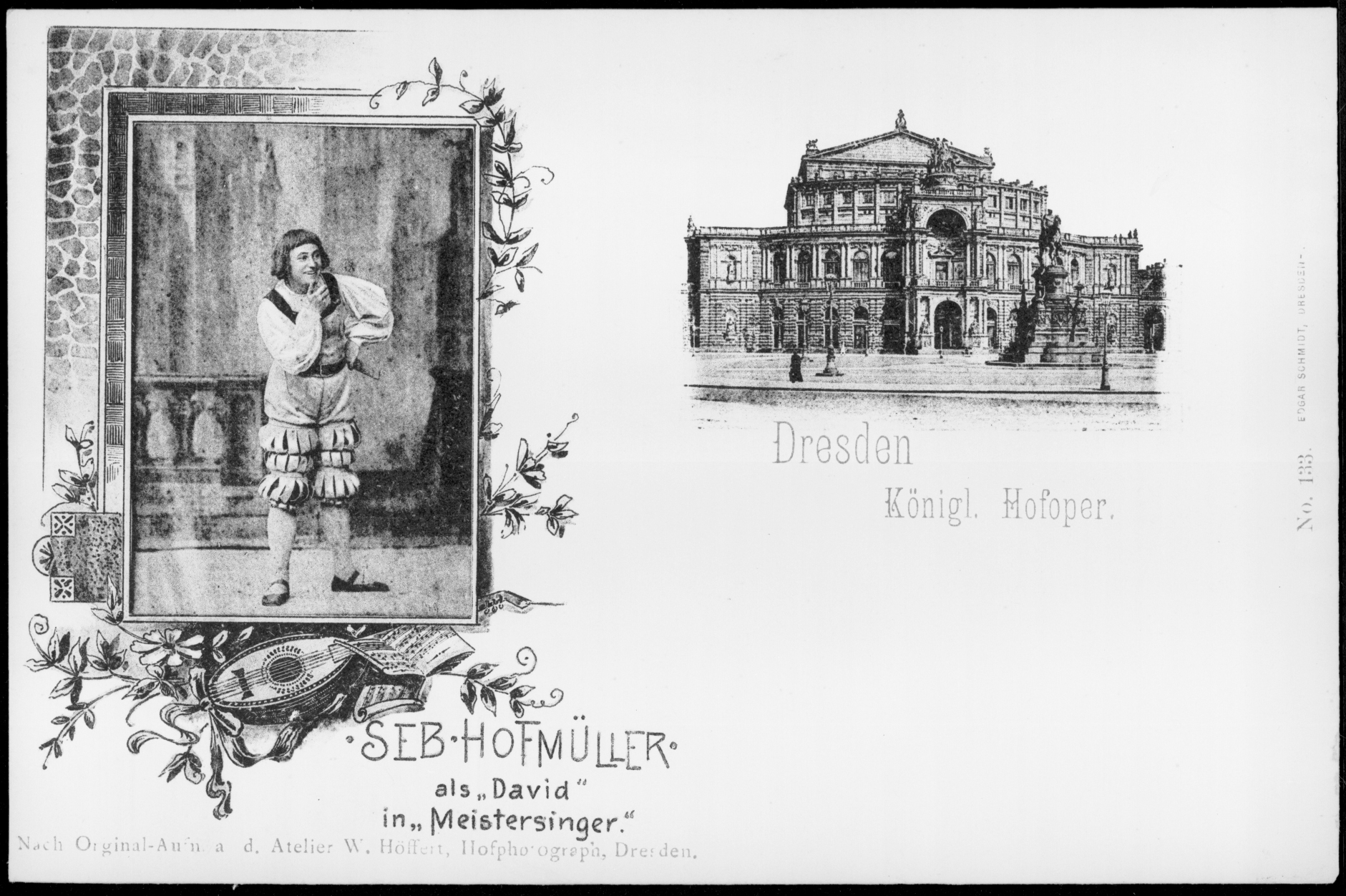
Sebastian Hofmüller als David, Rollenbild, in: Richard Wagner: Die Meistersinger von Nürnberg – Königl. Hofoper, Dresden. Foto von W. Höffert

Sebastian Hofmüller (* 7. Januar 1855 in Aign, Albaching; † 29. September 1923 in Gauting) war ein deutscher Opernsänger (Tenor) und bedeutender Wagnerinterpret. Er war der Vater des Opernsängers, Generalmusikdirektors und Intendanten Max Hofmüller (1881–1981).

## Leben
Der in Oberbayern gebürtige Sohn eines Kleinbauern begann seine Berufstätigkeit in München als Schreiber in einem städtischen Büro. Nachdem er sich einer kleinen Wanderbühne angeschlossen hatte, debütierte er 1874 als Handwerksbursche Anton in der Operette Flotte Bursche von Franz von Suppè am Münchner Elysium-Theater. Nach Engagements als Chorist an verschiedenen süddeutschen Bühnen erregte er 1878 Aufsehen in der Partie des Fischers in der Wilhelm-Tell-Ouvertüre von Gioachino Rossini, die er am Stadttheater Mainz darbot.
Nach vertiefender Ausbildung debütierte er 1879 als lyrischer Tenor mit dem Lyonel in Friedrich von Flotows Oper Martha oder Der Markt zu Richmond am Stadttheater Trier. Von 1880 bis 1889 gab er als Solist am Hoftheater von Darmstadt sowohl lyrische als auch Buffo-Rollen. Bei einem Gastspiel 1889 an der Dresdner Hofoper bot er erfolgreich den Postillon Chapelou im Postillon de Lonjumeau von Adolphe Adam dar.
Cosima Wagner verpflichtete Hofmüller als Wagner-Interpreten zu den Bayreuther Festspielen von 1888, wo er als Lehrbube David in den Meistersingern von Nürnberg, die eine seiner großen Partien werden sollte, brillierte. Dazu kamen einige kleinere Partien aus Tristan und Isolde sowie aus Parsifal. Auch im Folgejahr 1889 sowie 1892 gab er diese Rollen, 1894 trat er dann als Schmied Mime im Ring des Nibelungen auf. 1895 wurde Hofmüller durch den „Theaterherzog“ und Förderer des Meininger Hoftheaters, Herzog Georg II. von Sachsen-Meiningen, mit der goldenen Verdienstmedaille für Kunst und Wissenschaft ausgezeichnet.

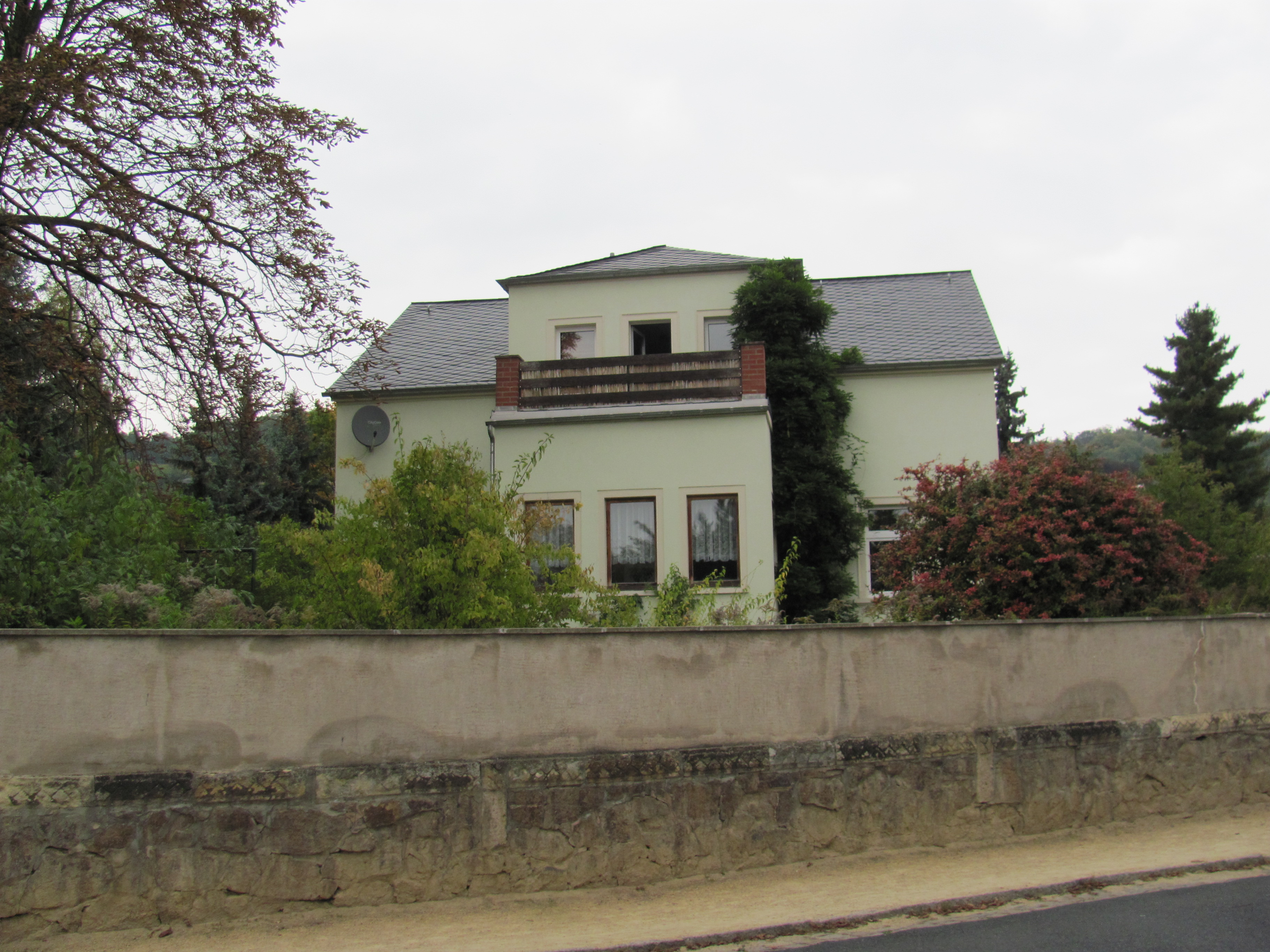
Sängers Heim, Gradsteg 42

Nach dem erfolgreichen Gastspiel 1889 in Dresden und wegen seiner glänzenden Wagnerdarbietungen holte Ernst von Schuch, Generalmusikdirektor der Dresdner Hofoper, Hofmüller 1890 als königlichen Hofopernsänger nach Dresden, wo er für die folgenden zehn Jahre als Ensemblemitglied verpflichtet blieb. Zu jener Zeit wohnte Hofmüller in der Niederlößnitz in der von ihm so genannten Villa Sängers Heim (Gradsteg 42), wo sein Sohn Max entscheidende Jahre seiner Jugend verbrachte. 1936 kehrte Max für zehn Jahre als Regisseur und Intendant nach Sachsen zurück.
Von 1900 bis 1902 ging Hofmüller an das Hoftheater Schwerin, unterbrochen von einer Gastdarstellung 1901, als er am 21. August in der Eröffnungsvorstellung des nach Entwürfen von Max Littmann neu erbauten Prinzregententheaters in München seinen David in den Meistersingern gab.
Im Jahr 1902 folgte er dann dem Ruf als königlicher Kammersänger an die Münchner Hofoper, wo er insbesondere als geschätzter Buffo-Sänger bis 1918 engagiert blieb.
Hofmüllers große Partien waren Wagners Schmied Mime sowie der Lehrjunge David, dazu der Roger in Maurer und Schlosser von Daniel-François-Esprit Auber, der Veit in Albert Lortzings Undine sowie der Georg in dessen Waffenschmied, weiters der Tamino in Mozarts Zauberflöte, der Herzog im Rigoletto von Verdi und Barbarino in der Oper Alessandro Stradella von Friedrich von Flotow.